# Оберто II
Оберто II (на латински: Otbertus; на италиански: Oberto II, † сл. 1050) е италиански аристократ от лангобардски произход, член на Отбертините, маркграф на Източна Лигурия, пфалцграф и граф на Луни, Генуа и Тортона.
Той е родоначалник на Дом Есте и на кадетския му клон на Младите Велфи, както и на Брауншвайг-Люнебург, Хановер и Маласпина.

## Произход
Той е син на Оберто I († 975) и на Джулия, дъщеря на Бонифаций, маркграф на Сполето.

## Биография
Той наследява баща си Оберто I, починал през 975 г., заедно с брат си Адалберто I, като пфалцграф,  маркграф на Източна Лигурия, граф на Луни, Генуа и Тортона, с права над Бобио, Павия, Пиаченца, Кремона, Парма и територии в Графство Падуа, включително Монселиче, Ферара, Гавело (Ровиго) и в Тосканската марка.
През 1002 г. се присъединява към Ардуин от Ивреа във въстанието срещу Хайнрих II Светия, император на Свещената Римска империя.  
През 1050 г. е граф на Луни.  

## Брак и потомство
∞ за Райленда, дъщеря на граф Рипранд и вдовица на Зигфрид, граф на Сеприо, има седем сина и една дъщеря:
- Хуго († 26 януари сл. 1037), маркграф на Източна Лигурия, граф на Генуа; ∞ за Гизела от Бергамо, дъщеря на граф Гизелберт II;
- Алберто Ацо I (* 970, † 1029 в замък Гибихенщайн в Хале), маркграф на Анкона, маркграф на Източна Лигурия (Отбертинова марка), граф на Луни, Генуа и Тортона, ∞ за Аделхайд (ок. 975, † сл. 1012) от Салическата династия, дъщеря на Бозон, граф на Сабионета, както и роднина на Ланфранко, граф на Ауция, от която има син и дъщеря;
- Берта от Милано/Луни (* ок. 997; † сл. 29 декември 1037/1040), чрез брак маркграфиня на Торино; ∞ 1014 за Оделрик Манфред II († 1034/35/37) от род Ардуини, маркграф на Торино, от когото има един син и три дъщери;
- Адалберт IV († 1034); ∞ Аделаида, дъщеря на граф Бозон
- Анселм († 1047?)
- Оберто III († сл. 994), граф на Виченца
- Гвидо († 1037)
- Обицо, маркграф на Източна Лигурия